# Санчес Пиньоль, Альберт
Альбе́рт Са́нчес Пиньо́ль (кат. Albert Sánchez Piñol, род. 11 июля 1965, Барселона) — каталонский антрополог и писатель.

## Биография
Начинал учиться на юриста, но окончил факультет антропологии Барселонского университета. В 1990-е годы вёл этнографические исследования среди пигмеев Конго, но был вынужден покинуть страну из-за начавшейся гражданской войны (1996—1997). В 2000-е годы занимался преимущественно литературой. Пишет свои произведения только на каталанском языке (за исключением романов «Victus» и «Vae Victus», написанных на испанском языке).

## Творчество
В фантастике Санчеса Пиньоля находят отзвуки Стивенсона, Конрада, Лавкрафта. Огромный успех имел его роман «Холодная кожа» (2002), он был удостоен премии «Критический взгляд», выдержал 20 изданий на каталанском и 8 изданий на испанском, переведён более чем на 30 языков, включая китайский; по нему поставлен фильм.

## Книги
- Compagnie difficili (2000, в соавторстве с итальянским прозаиком и драматургом Марчелло Фоисом)
- Шуты и чудовища/ Pallassos i monstres (2000, очерки о восьми африканских диктаторах)
- Золотые века/ Les edats d'or (2001, сборник рассказов)
- Холодная кожа/ La pell freda (2002, роман)
- Пандора в Конго/ Pandora al Congo (2005, роман)
- Тринадцать грустных перепутий/ Tretze tristos tràngols (2008, сборник рассказов)
- Victus (2012, роман)
- Vae Victus (2015, роман)
- Fungus (2018, роман)
- Homenatge als caiguts (2019, роман)
- Les estructures elementals de la narrativa (2021, эссе)
- El monstre de Santa Helena (2022, роман)

## Публикации на русском языке
- Альберт Санчес Пиньоль. Фунгус = Fungus / Переводчик: Нина Аврова-Раабен. — М.: Corpus, 2022. — 432 с. — 2000 экз. — ISBN 978-5-17-132679-1.
- Альберт Санчес Пиньоль. Пандора в Конго = Pandora al Congo / Переводчик: Нина Аврова-Раабен. — М.: Corpus, 2012. — 512 с. — 3000 экз. — ISBN 978-5-271-42169-3.
- Альберт Санчес Пиньоль. Золотые века = Les Edats d'or / Переводчик: Нина Аврова-Раабен. — М.: Corpus, 2011. — 384 с. — 3000 экз. — ISBN 978-5-271-34414-5.
- Альберт Санчес Пиньоль. Холодная кожа = La pell freda / Переводчик: Нина Аврова-Раабен. — Corpus, 2010. — 288 с. — 4000 экз. — ISBN 978-5-271-29467-9.
- Альберт Санчес Пиньоль. Дары врагов. Июль-август 2010 — Журнал. Журнал «Сноб» (2 июля 2010). — Перевод с каталонского — Нина Аврова-Раабен. Дата обращения: 30 мая 2013. Архивировано 31 мая 2013 года.
- Альберт Санчес Пиньоль. Пандора в Конго = Pandora al Congo / Переводчик: Нина Аврова-Раабен. — Мир книги, 2007. — 448 с. — 60 000 экз. — ISBN 978-5-486-01333-1.
- Альберт Санчес Пиньоль. В пьянящей тишине = La pell freda / Переводчик: Нина Аврова-Раабен. — Мир книги, 2006. — 224 с. — 50 000 экз. — ISBN 5-486-00793-0.